# 析木城の戦い
析木城の戦い（セキモク-ジョウのたたかい）は、日露戦争中の戦いの一つ。この戦いに勝利した日本陸軍第四軍は会戦の地遼陽へ向かうこととなった。

大弧山に上陸した第四軍は独立第十師団を取り込み、遼陽へ進撃した。その途上にある要衝、海城近郊にはシベリア第二軍団が布陣していた。
七月二十七日、滿洲軍總司令官は諸情報により、遼陽攻擊の準備のため先づ第二、第四軍を前方に進むるを必要なりとし、第五師團を柝木城（ママ）附近に於て第四軍に轉入し、同軍をして柝木城（ママ）附近の敵を擊攘せしめんとし、二十八日これを第四軍司令官に命ぜり。
第四軍司令官は、第五師團の轉入及び柝木城（ママ）攻擊に關する總司令官の命令に接し、七月三十日より行動を起し柝木城（ママ）附近の敵を攻擊するに決し、諸隊をして三十日拂曉より行動を開始し攻擊を準備せしむ。
第二軍司令官は、第一、第四軍が各當面の敵に向ひ攻擊前進を開始せんとする現下の状況に於て、第二軍が大石橋附近に停止するは各軍と策應するの道にあらず、敵をして第一若しくは第四軍に對し決然たる動作を爲すの餘裕あらしむるの恐あり。よつて軍は八月一日より運動を起し、二日唐王山北方無名河の線に進出し、三日海城附近の敵を攻擊し、以て第一、第四軍と策應するに決し、三十日午後十時總司令官に意見を具申す。

『日露陸戰新史』（岩波新書）p.81
7月28日、満洲軍総司令官は第4軍司令官野津道貫に対し、第5師団を第2軍から編入して析木城附近の敵軍を攻撃するよう命令し、これを承けた野津は7月30日早朝より準備に入った。

7月30日、第2軍司令官は総司令官に対し、敵軍への牽制として8月1日より行動開始、翌2日に唐王山北方の無名河ラインに進出、更に3日に海城附近の敵軍を攻撃する旨を具申した。
三十一日、第四軍第十、第五師團は早朝より、柝木城西方山地に陣地を占領せるザスリッチ兵團（シベリア第二軍團及びミシチエンコ支隊）に對し攻擊を實施したるも進捗せず、總司令官は熊岳城に在りて第二軍司令官の意見具申を認可し、なし得れば海城を占領すべきことを命ず。
總司令官は、この日までに得たる諸情報中、敵が遼陽附近を放棄しなほ北方に退却するの企圖にありと推察せらるるものなきにあらざるも、遼陽附近に於ける敵の設備及び現今その補足に努力しつつある點より觀察し、敵は恐らく遼陽附近に於て一大決戰を企圖するなるべしと判斷し、また敵の兵力は目下既に十三師團强に達せるが故に、我は旅順の陷落を待ち第三軍を北方に增加し以てこの決戰に臨むを有利とするが如きも、かくの如くんば遼陽の攻擊は遂に九月下旬となるべく、この間敵は益々その兵力を增加し、設備も愈々完備するに至らん。故に、寧ろ現在の第一、第二、第四軍を統率して速かに前進し、以て決戰を促すを有利とすべく、兵力に於ける劣勢は統帥の妙を以てこれを補足し得べしと信ぜり。
第二軍司令官は、七月三十一日總司令官より意見具申認可及び第四軍の動作に連繫しつつなし得れば海城を占領すべき命に接し、午後五時北進に關する命令を與ふ。
第四軍全面柝木城（ママ）附近の敵は、夜闇を利用して海城方向に退却せしが如く、八月一日早朝、後備歩兵第四十聯隊及び第十師團は大なる抵抗を受くることなく敵陣地を占領し、敵は石門嶺及びその以西沙河（遼陽南方）右岸に退却せり。
この戰鬪に直接參與せし我が戰鬪總員三萬四千四百、死傷八百五十三、鹵獲の主なるもの野砲六門、小銃五百九十二、俘虜將校以下三十四なり。

『日露陸戰新史』（岩波新書）p.81-82
7月31日、第4軍の第10師団と第5師団は、早朝より析木城西方の山地に居座るザスリッチ軍（シベリア第2軍団とミシチェンコ支隊）に対し攻撃を開始するも捗らず。これを知った総司令官は第2軍の具申に認可を与え、その勢いで海城を占領するよう命じた。
7月31日、第2軍司令官は総司令官より具申認可と海城占領の命令を承け、同日午後5時、北進を開始。
8月1日、早朝、第4軍の後備歩兵第40連隊と第10師団が敵陣地を占領。敵軍は同日未明までの間に石門嶺と沙河右岸に退却。
シベリア第2軍団は遼陽のロシア満洲軍主力と合流し、第4軍は第2軍とともに遼陽南方に陣取った。